# Yvette Brissette
Yvette Brissette (morte le 15 septembre 2002 à Québec) est la première femme diplômée en médecine de l'Université Laval. 

## Biographie
Madame Yvette Brissette Larochelle eut pour époux Louis-Napoléon Larochelle avec lequel elle eut cinq enfants, dont le Dr Louis Larochelle, futur doyen de la faculté de médecine de l'Université Laval et de l'oncologue Marie Larochelle,.  Admise en 1936, elle fut la première Canadienne française ayant fait entièrement ses études à l'Université Laval à obtenir un diplôme en médecine qu'elle reçut en 1941,.